# Hohenlohe-Langenbourg

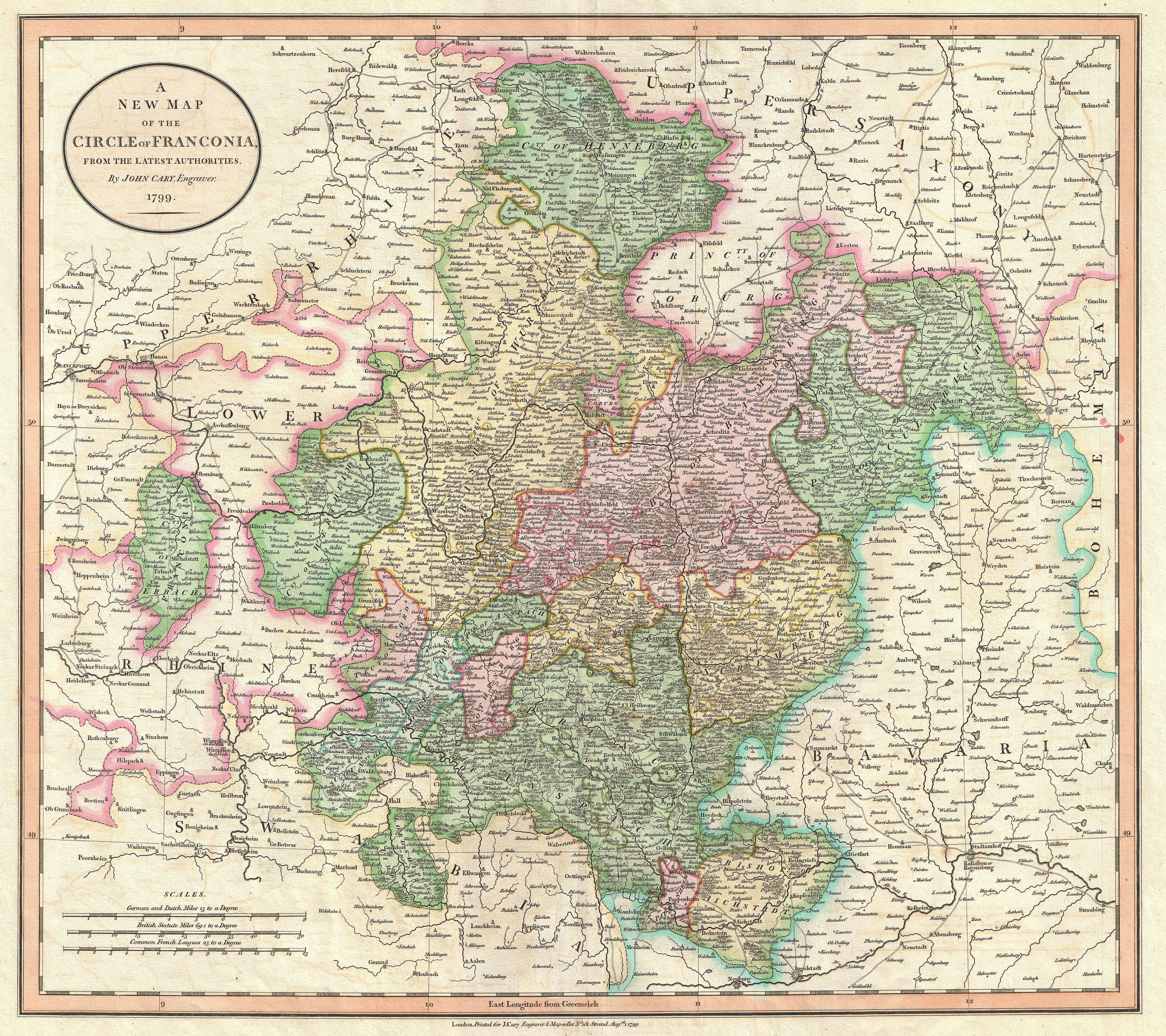
Le comté de Hohenlohe-Langenbourg (en bleu).

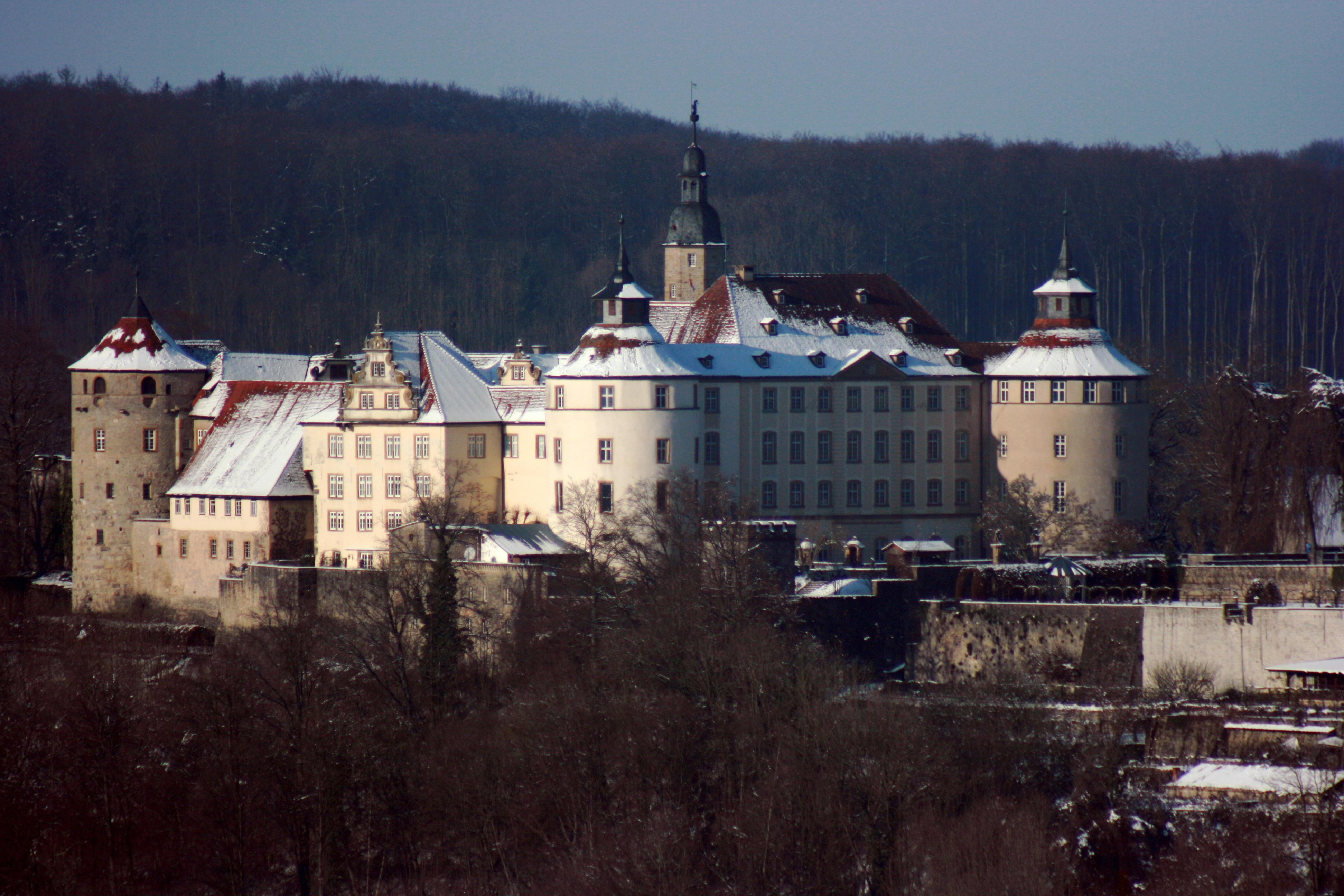
Vue du château de Langenbourg.

Le Hohenlohe-Langenbourg est un ancien état du Saint-Empire romain germanique situé dans le nord-est de l'actuel land de Bade-Wurtemberg, autour de la ville de Langenbourg. D'abord comté souverain (1710-1764), le Hohenlohe-Langenbourg devient ensuite une principauté souveraine (1764-1806). Médiatisé en 1806, il est intégré au royaume de Wurtemberg.

## Histoire
Comme le Hohenlohe-Ingelfingen et le Hohenlohe-Kirchberg, le Hohenlohe-Langenbourg est issu de la division, en 1701, de la ligne des Hohenlohe-Neuenstein (nl), branche protestante des Hohenlohe.
Le comté est érigé en principauté en 1764. Il perd son indépendance au profit du royaume de Wurtemberg en 1806, du fait du processus de médiatisation opéré en Allemagne après l'abolition du Saint-Empire romain germanique. Malgré tout, les chefs de la maison de Hohenlohe-Langenbourg conservent, après cette date, le statut de princes souverains.

## Liste des chefs de la maison de Hohenlohe-Langenbourg

### Comtes souverains de Hohenlohe-Langenbourg
- Philippe-Ernest de Hohenlohe-Langenbourg (1610-1628)
- Henri-Frédéric de Hohenlohe-Langenbourg (1628-1699)
- Albert-Wolfgang de Hohenlohe-Langenbourg (1699-1715)
- Louis de Hohenlohe-Langenbourg (1715-1764)

### Princes souverains de Hohenlohe-Langenbourg
- Louis de Hohenlohe-Langenbourg (1764-1765)
- Christian-Albert de Hohenlohe-Langenbourg (1765-1789)
- Charles-Louis de Hohenlohe-Langenbourg (1789-1806)

### Princes médiatisés de Hohenlohe-Langenbourg
- Charles-Louis de Hohenlohe-Langenbourg (1806-1825)
- Ernest Ier de Hohenlohe-Langenbourg (1825-1860)
- Charles-Louis II de Hohenlohe-Langenbourg (1860-1860)
- Hermann de Hohenlohe-Langenbourg (1860-1913)
- Ernest II de Hohenlohe-Langenbourg (1913-1918)

### Chefs de la maison de Hohenlohe-Langenbourg
- Ernest II de Hohenlohe-Langenbourg (1918-1950)
- Gottfried de Hohenlohe-Langenbourg (1950-1960)
- Kraft de Hohenlohe-Langenbourg (1960-2004)
- Philippe de Hohenlohe-Langenbourg (depuis 2004)